# Carl Icahn
Carl Icahn (ur. 16 lutego 1936) – amerykański inwestor giełdowy, działający w sektorze private equity.
Jego majątek w 2020 szacowany był przez Forbes na 14 miliardów dolarów, co czyniło go 78 najbogatszym człowiekiem na świecie.
Absolwent Princeton University. 